# Marissel
Marissel est une ancienne commune française  du département de l'Oise, en région Hauts-de-France. Elle fait partie de la commune de Beauvais depuis 1943.

## Histoire
La commune de Marissel absorbe celle de Bracheux en 1826. Plus tard, le 19 février 1943, Marissel est rattachée à la commune de Beauvais sous le régime de la fusion simple.

Les Tableaux de Corot
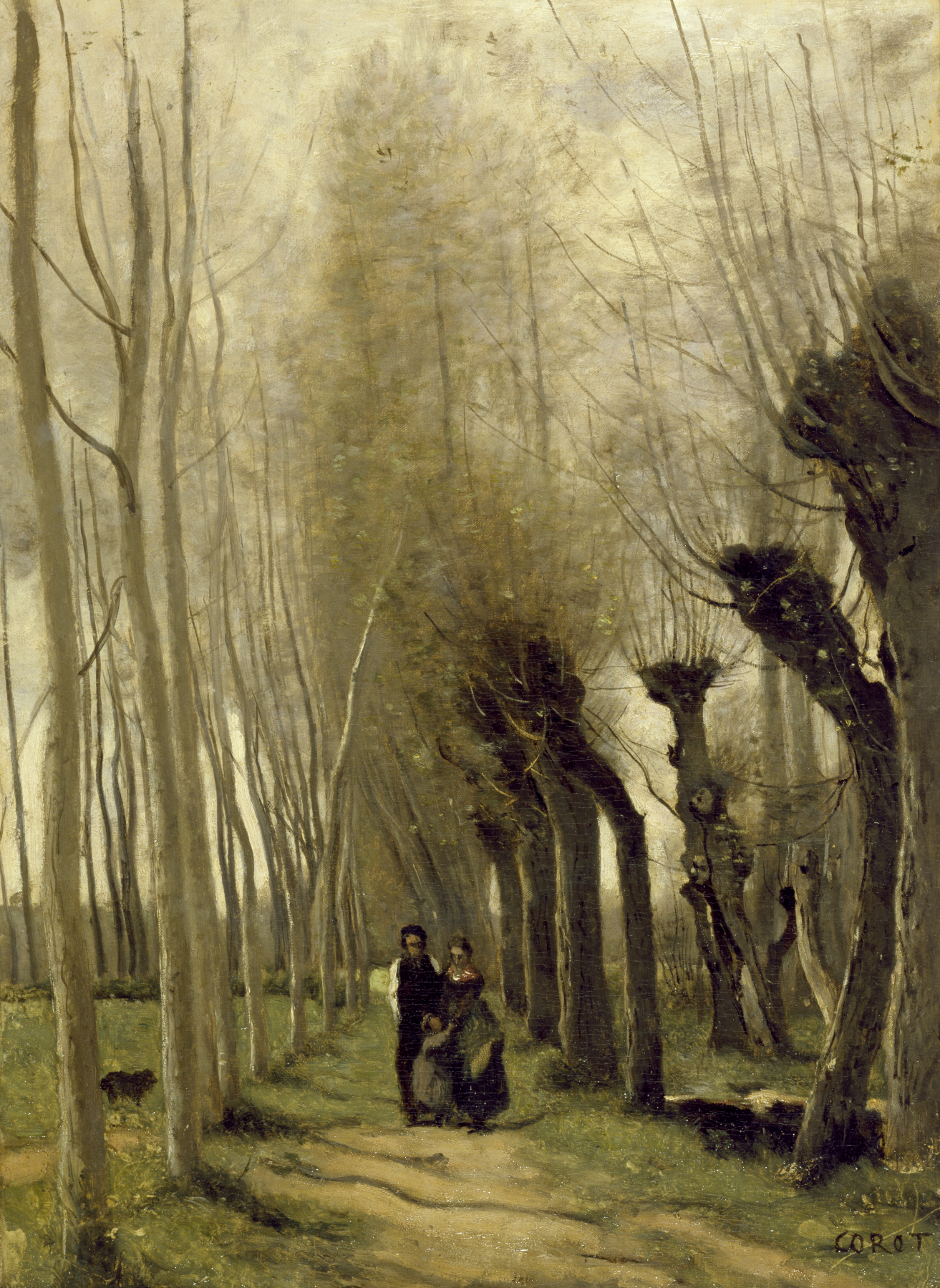
Les Saules de Marissel, 1857 Walters Art Museum, Baltimore
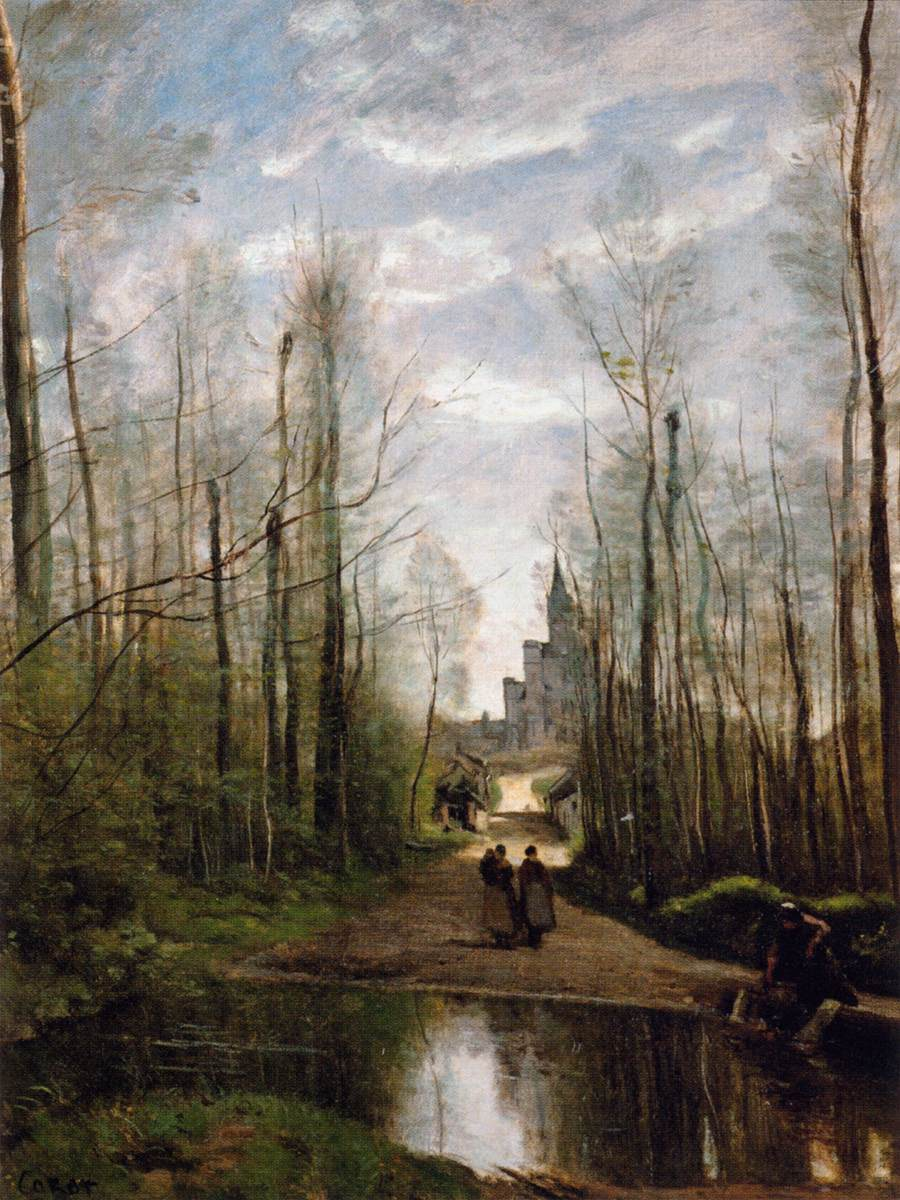
L’Église de Marissel, près de Beauvais, 1866 Musée du Louvre, Paris

## Démographie
| 1793 | 1806 | 1821 | 1831 | 1836 | 1841 | 1846 | 1851 | 1856 |
| ---- | ---- | ---- | ---- | ---- | ---- | ---- | ---- | ---- |
| 514  | 511  | 514  | 773  | 797  | 830  | 863  | 907  | 883  |

| 1861  | 1866  | 1872  | 1876  | 1881  | 1886  | 1891  | 1896  | 1901  |
| ----- | ----- | ----- | ----- | ----- | ----- | ----- | ----- | ----- |
| 1 049 | 1 070 | 1 105 | 1 097 | 1 317 | 1 385 | 1 406 | 1 552 | 1 656 |

| 1906  | 1911  | 1921  | 1926  | 1931  | 1936  | - | - | - |
| ----- | ----- | ----- | ----- | ----- | ----- | - | - | - |
| 1 763 | 1 890 | 2 040 | 2 115 | 2 263 | 2 326 | - | - | - |

## Lieux et monuments

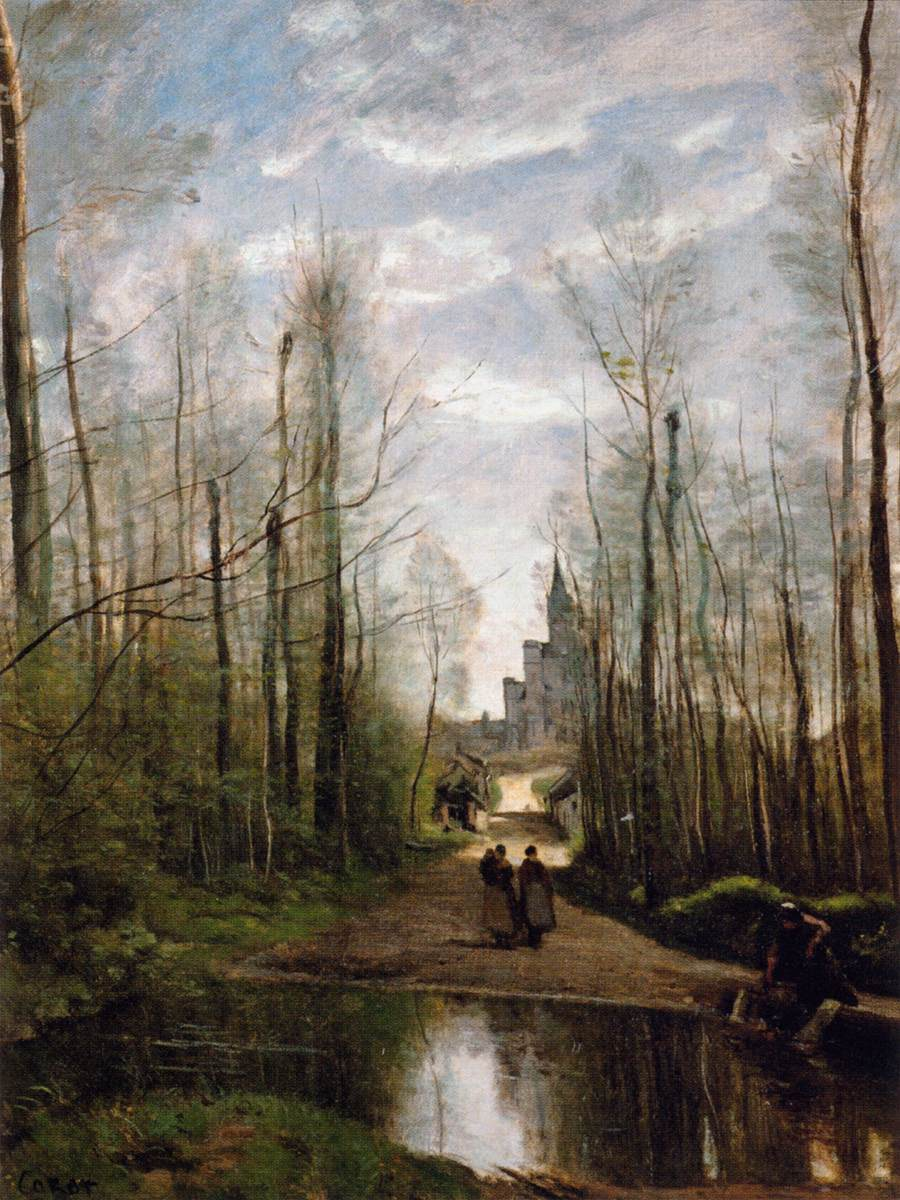
L'église de Marissel, peinte par Camille Corot en 1866

- Église Notre-Dame de Marissel

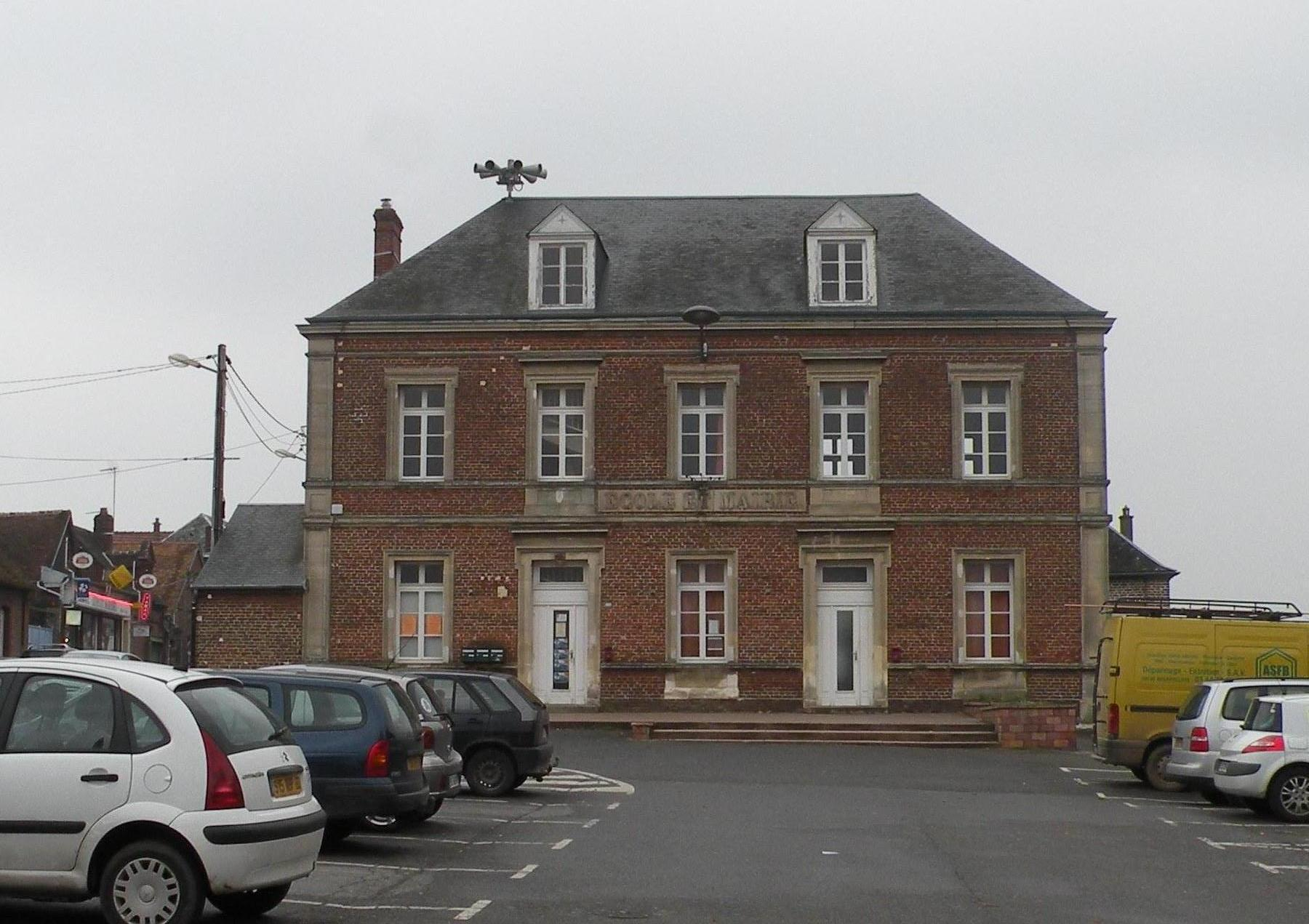
Mairie-école.
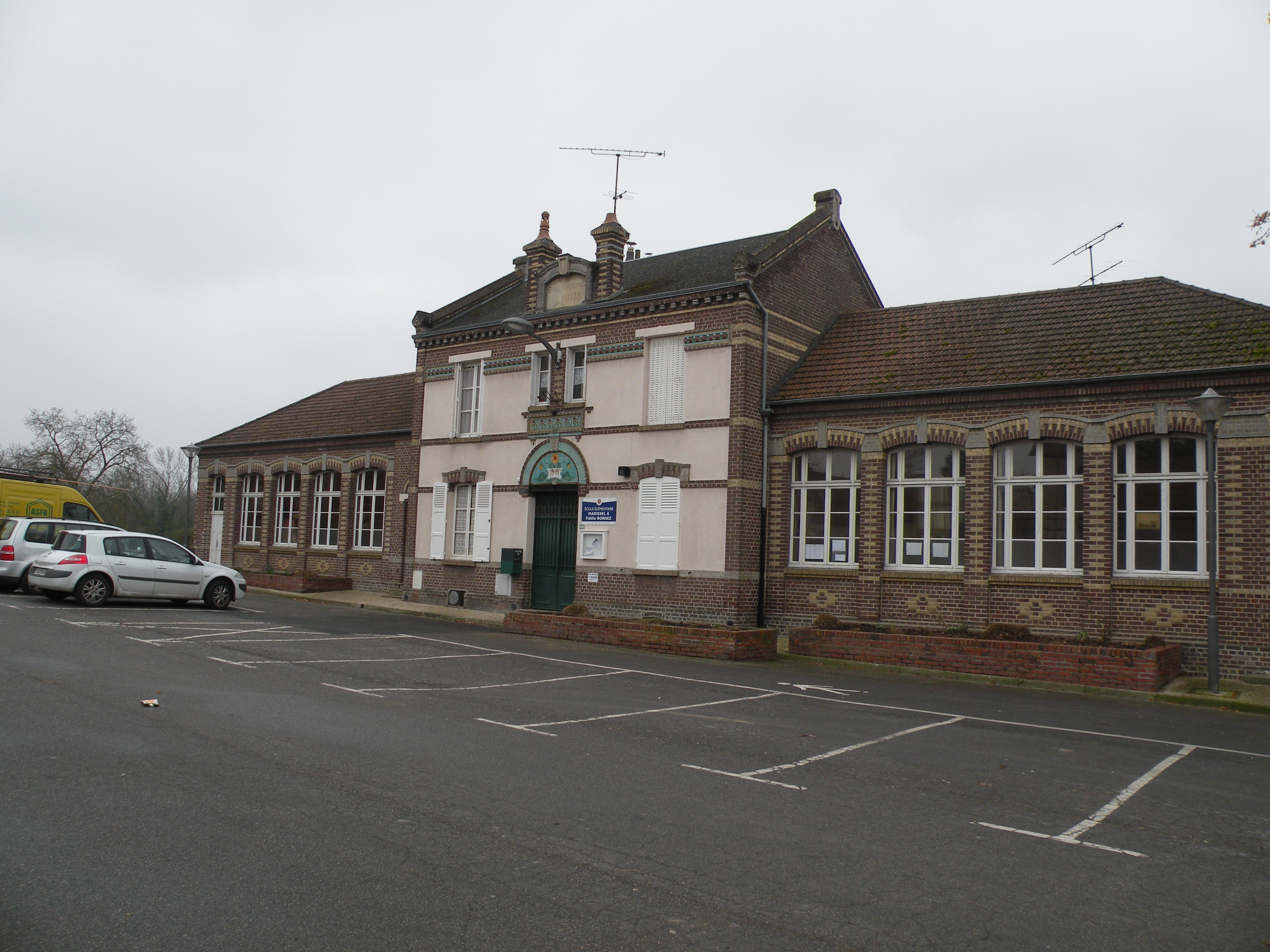
École.
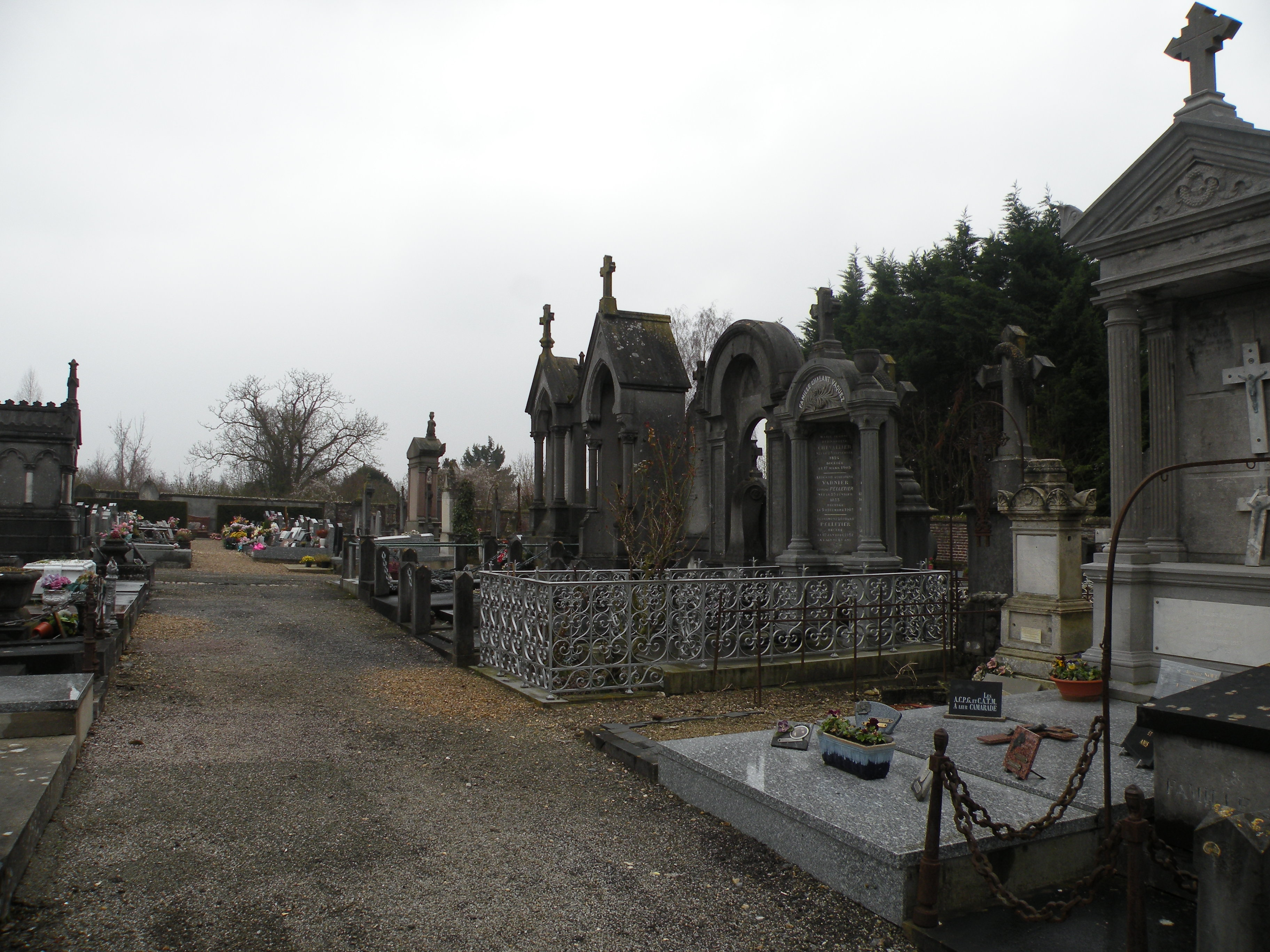
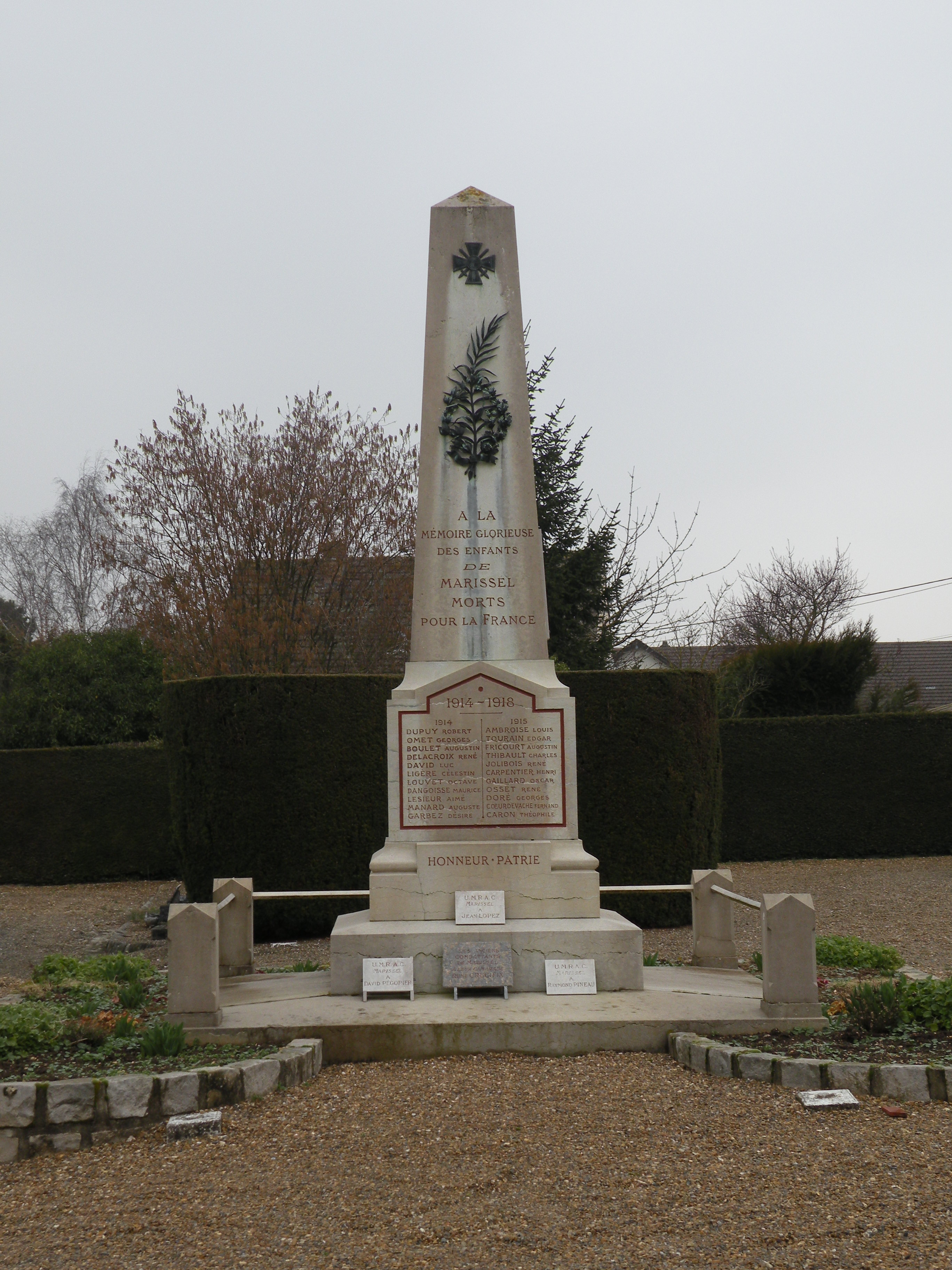
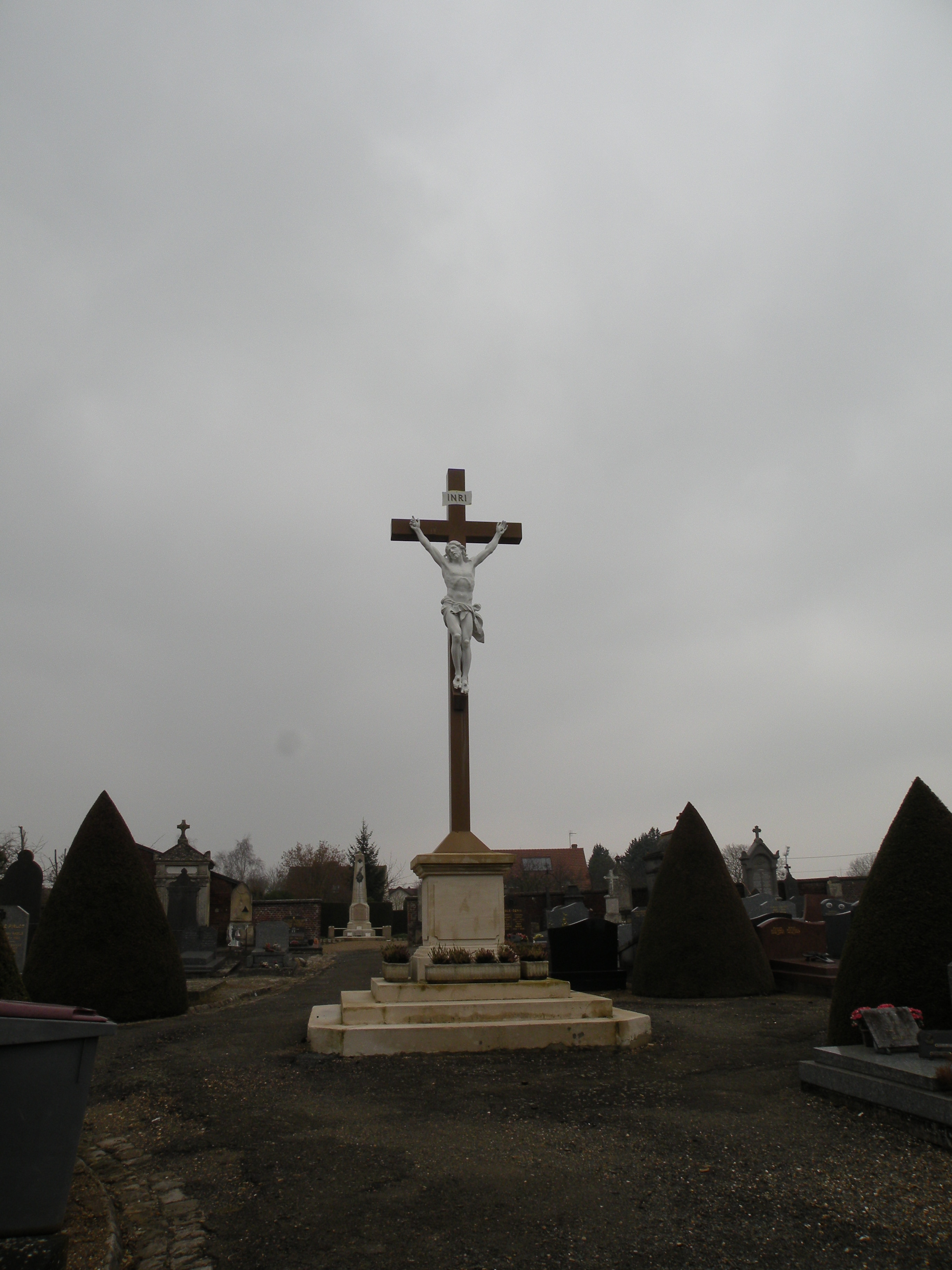

## Personnalités liées
- Pierre Monbeig, géographe français
- Luce Langevin, physicienne française
- Georges Guillemeau, dernier maire de Marissel
- René Pomier Layrargues, as de la 2 ème Guerre Mondiale, abattu le 5 juin 1940 par la chasse allemande sur le territoire de la commune.